# Trilobitoidea
Trilobitoidea (Størmer, 1959) è stata una classe di animali estinti provenienti dall'argillite di Burgess e da altri giacimenti fossiliferi. Ad oggi non è più considerata una categoria tassonomica valida e le specie in essa inserite sono state riclassificate.

## Storia
Il paleontologo e geologo Leif Størmer, per l'opera collettiva Treatise on Invertebrate Paleontology, si assunse il compito di descrivere gran parte degli artropodi del giacimento dell'argillite di Burgess. Notando, nonostante ci fosse una grande varietà di forme anatomiche, una forte similitudine tra le appendici degli animali da lui descritti e quelle dei trilobiti veri e propri, decise di classificarli in una nuova classe che chiamò Trilobitoidea, all'interno del subphylum Trilobitomorpha. Størmer si trovò in difficoltà nel collocare alcuni generi, che avrebbe poi raccolto nella sottoclasse Incerti.
Il paleontologo Harry Whittington, nella sua prima monografia dedicata alla Marrella splendens aveva considerato valida la classificazione di Størmer, tanto da inserire nel titolo la classe Trilobitoidea. Whittington si sarebbe tuttavia pentito di questa scelta in seguito e, nel 1977, con la sua monografia sulla Naraoia, affossò definitivamente la classe Trilobitoidea definendola come una categoria convenzionale priva di ogni validità reale. Conteneva infatti animali troppo differenti tra loro, l'Opabinia, ad esempio, è oggi classificata in un phylum del tutto diverso (Lobopodia).

## Sistematica

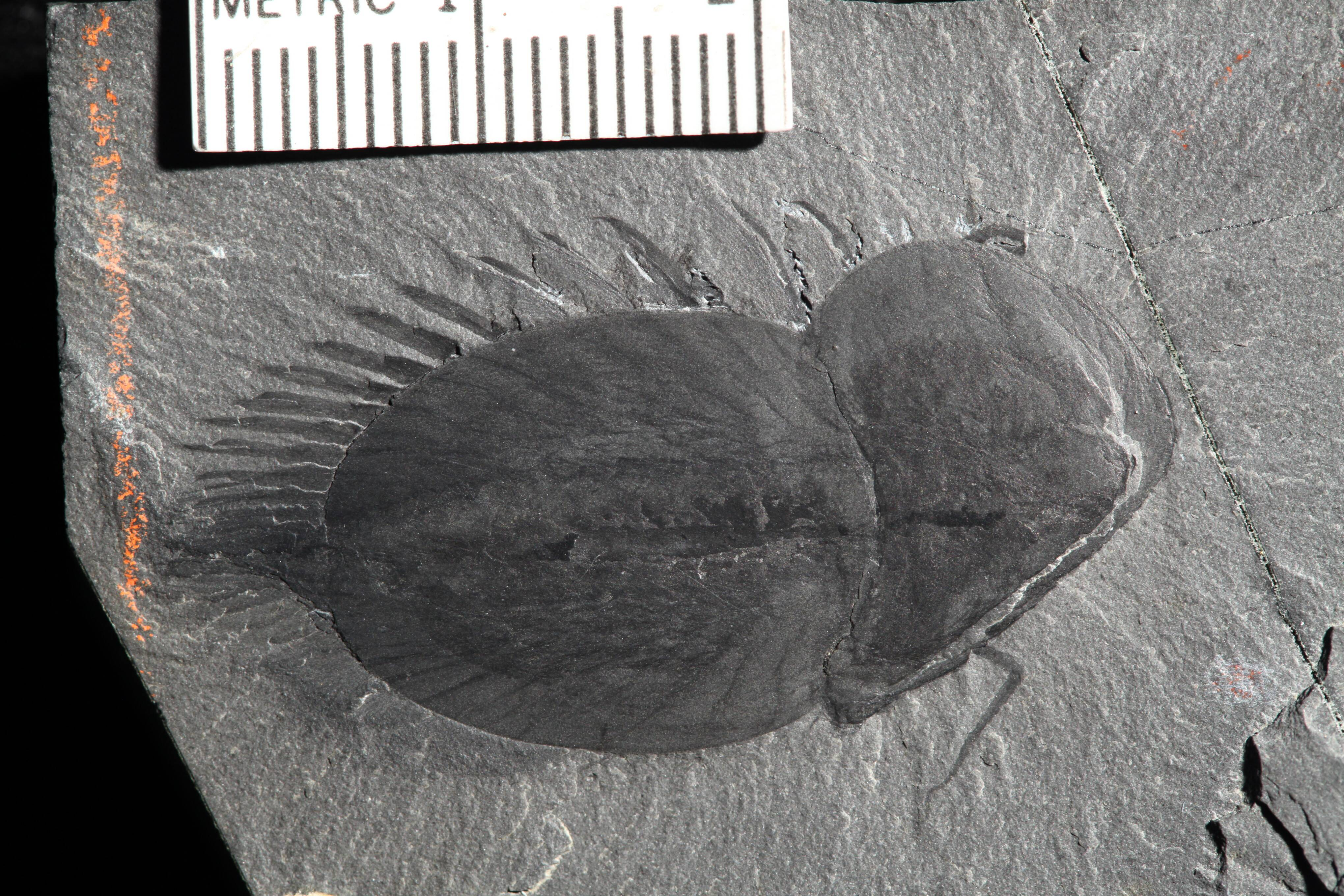
Naraoia compacta

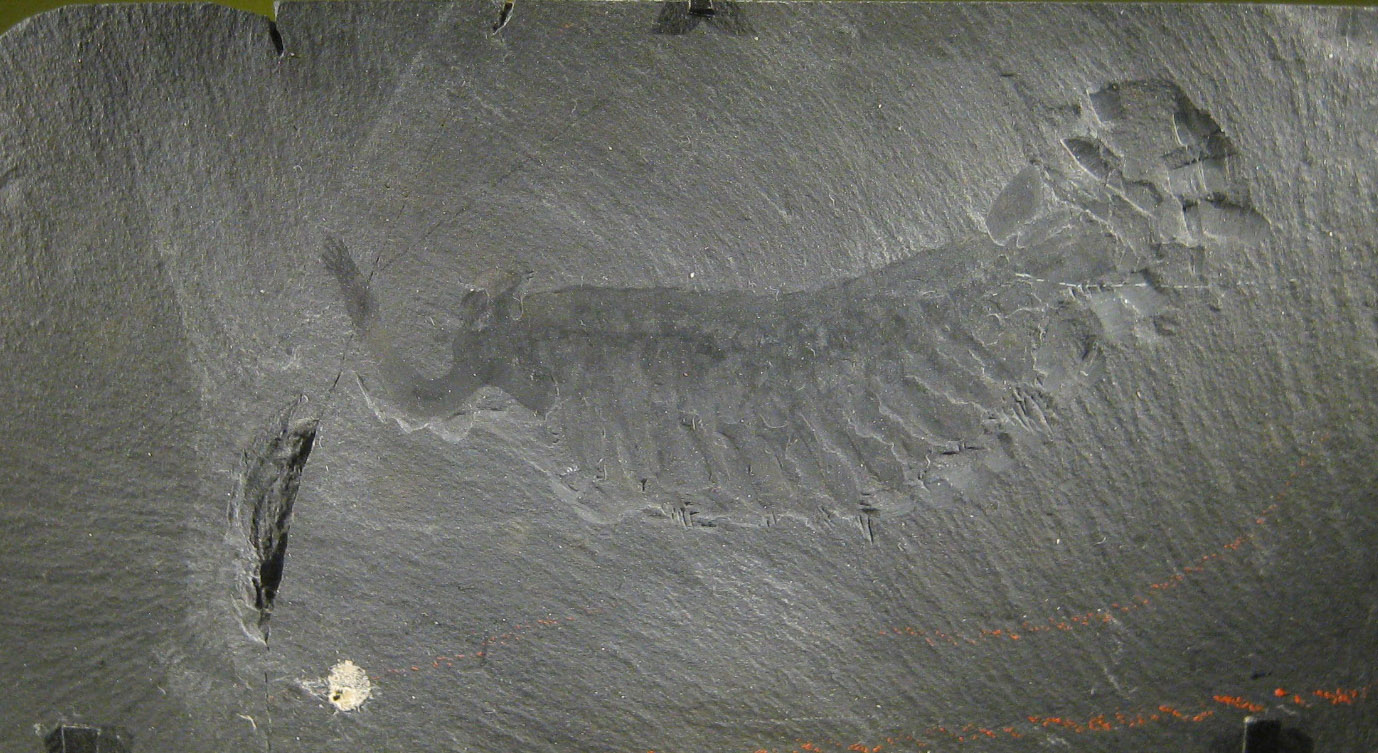
Opabinia regalis

Sottoclasse Marellomorpha
- Marrella

Sottoclasse Merostomoidea
- Sidneyia
- Amiella
- Emeraldella
- Naraoia
- Molaria
- Habelia
- Leanchoilia

Sottoclasse Pseudonotostraca
- Burgessia[6]
- Waptia

Sottoclasse Incerti
- Opabinia
- Cheloniellon
- Yohoia
- Helmetia
- Mollisonia
- Tontoia